# Coppa Europa di skeleton 2016
La Coppa Europa di skeleton 2016 è stata l'edizione 2015/2016 del circuito continentale europeo dello skeleton, manifestazione organizzata dalla Federazione Internazionale di Bob e Skeleton; è iniziata il 4 dicembre 2015 ad Altenberg, in Germania, e si è conclusa il 28 gennaio 2016 a Sankt Moritz, in Svizzera. Vennero disputate sedici gare: otto per le donne e altrettante per gli uomini in quattro differenti località.
Vincitori dei trofei, conferiti agli atleti classificatisi per primi nel circuito, sono stati la tedesca Janine Becker nel singolo femminile e il connazionale Fabian Küchler in quello maschile.

## Calendario
| Località             | Data                | Donne | Uomini |
| -------------------- | ------------------- | ----- | ------ |
| Altenberg            | 4-5 dicembre 2015   | ●●    | ●●     |
| Sigulda              | 19-20 dicembre 2015 | ●●    | ●●     |
| Schönau am Königssee | 14-15 gennaio 2016  | ●●    | ●●     |
| Sankt Moritz         | 27-28 gennaio 2016  | ●●    | ●●     |
| Totale               | Totale              | 8     | 8      |

## Risultati

### Donne
| Data             | Località             | Prime classificate      | Seconde classificate      | Terze classificate                |
| ---------------- | -------------------- | ----------------------- | ------------------------- | --------------------------------- |
| 4 dicembre 2015  | Altenberg            | Ol'ga Potylicina Russia | Renata Chuzina Russia     | Janine Becker Germania            |
| 5 dicembre 2015  | Altenberg            | Maxi Just Germania      | Corinna Leipold Germania  | Renata Chuzina Russia             |
| 11 novembre 2016 | Sigulda              | Mirela Rahneva Canada   | Anastasija Šlapak Russia  | Janine Becker Germania            |
| 19 dicembre 2015 | Sigulda              | Mirela Rahneva Canada   | Anna Fernstädt Germania   | Janine Becker Germania            |
| 14 gennaio 2016  | Schönau am Königssee | Maxi Just Germania      | Janine Becker Germania    | Ashleigh Fay Pittaway Regno Unito |
| 15 gennaio 2016  | Schönau am Königssee | Maxi Just Germania      | Janine Becker Germania    | Corinna Leipold Germania          |
| 27 gennaio 2016  | Sankt Moritz         | Mirela Rahneva Canada   | Kimberley Bos Paesi Bassi | Janine Becker Germania            |
| 28 gennaio 2016  | Sankt Moritz         | Mirela Rahneva Canada   | Kimberley Bos Paesi Bassi | Janine Becker Germania            |

### Uomini
| Data             | Località             | Primi classificati                                 | Secondi classificati                             | Terzi classificati       |
| ---------------- | -------------------- | -------------------------------------------------- | ------------------------------------------------ | ------------------------ |
| 4 dicembre 2015  | Altenberg            | Sergej Čudinov Russia                              | Colin Domke Germania                             | Dominic Rady Germania    |
| 5 dicembre 2015  | Altenberg            | Aleksandr Mutovin Russia e Fabian Küchler Germania | non assegnato                                    | Dominic Rady Germania    |
| 18 dicembre 2015 | Sigulda              | Aleksandr Mutovin Russia                           | Sergej Čudinov Russia                            | Ivo Šteinbergs Lettonia  |
| 19 dicembre 2015 | Sigulda              | Ivo Šteinbergs Lettonia                            | Sergej Čudinov Russia e Aleksandr Mutovin Russia | non assegnato            |
| 14 gennaio 2016  | Schönau am Königssee | Dominic Rady Germania                              | Felix Keisinger Germania                         | Colin Domke Germania     |
| 15 gennaio 2016  | Schönau am Königssee | Dominic Rady Germania                              | Colin Domke Germania                             | Felix Keisinger Germania |
| 27 gennaio 2016  | Sankt Moritz         | David Michael Swift Regno Unito                    | Fabian Küchler Germania                          | Felix Keisinger Germania |
| 28 gennaio 2016  | Sankt Moritz         | Fabian Küchler Germania                            | Dominic Rady Germania                            | Kevin Boyer Canada       |

## Classifiche

### Donne
| Pos. | Nome atleta         | Nazione     | ALT-1 | ALT-2 | SIG-1 | SIG-2 | KÖN-1 | KÖN-2 | STM-1 | STM-2 | Punti |
| ---- | ------------------- | ----------- | ----- | ----- | ----- | ----- | ----- | ----- | ----- | ----- | ----- |
| 1    | Janine Becker       | Germania    | 3     | 3     | 3     | 3     | 2     | 2     | 3     | 3     | 460   |
| 2    | Mirela Rahneva      | Canada      | DNF   | 7     | 1     | 1     | 7     | 7     | 1     | 1     | 414   |
| 3    | Maxi Just           | Germania    | DNF   | 1     | 4     | 7     | 1     | 1     | 4     | 4     | 413   |
| 4    | Corinna Leipold     | Germania    | 4     | 2     | 9     | 9     | 5     | 3     | 8     | 6     | 359   |
| 5    | Anastasija Novikova | Russia      | 6     | 9     | 11    | 10    | 10    | 9     | 19    | 9     | 250   |
| 6    | Kellie Delka        | Stati Uniti | 7     | 10    | 15    | 13    | 8     | 11    | 9     | 12    | 246   |
| 7    | Samantha Culiver    | Stati Uniti | 12    | 11    | 12    | 12    | 9     | 8     | 10    | 14    | 240   |
| 8    | Renata Chuzina      | Russia      | 2     | 3     | 5     | 4     | -     | -     | -     | -     | 215   |
| 9    | Marta Orłowska      | Polonia     | 11    | 14    | 14    | 14    | 16    | 13    | 6     | 18    | 204   |
| 10   | Ol'ga Potylicina    | Russia      | 1     | 6     | 4     | 5     | -     | -     | -     | -     | 198   |

### Uomini
| Pos. | Nome atleta       | Nazione     | ALT-1 | ALT-2 | SIG-1 | SIG-2 | KÖN-1 | KÖN-2 | STM-1 | STM-2 | Punti |
| ---- | ----------------- | ----------- | ----- | ----- | ----- | ----- | ----- | ----- | ----- | ----- | ----- |
| 1    | Fabian Küchler    | Germania    | 4     | 1     | 10    | 6     | 4     | 5     | 2     | 1     | 432   |
| 2    | Dominic Rady      | Germania    | 3     | 3     | 9     | 11    | 1     | 1     | 6     | 2     | 429   |
| 3    | Felix Keisinger   | Germania    | 8     | 7     | 5     | 6     | 2     | 3     | 3     | 4     | 384   |
| 4    | Ivo Šteinbergs    | Lettonia    | 10    | 11    | 3     | 1     | 6     | 6     | 5     | 10    | 349   |
| 5    | Colin Domke       | Germania    | 2     | DNF   | 11    | 8     | 3     | 2     | 7     | 6     | 329   |
| 6    | Aleksandr Mutovin | Russia      | 7     | 1     | 1     | 2     | -     | -     | -     | -     | 253   |
| 7    | Sergej Čudinov    | Russia      | 1     | 6     | 2     | 2     | -     | -     | -     | -     | 245   |
| 8    | Austin McCrary    | Stati Uniti | 12    | 9     | 14    | 12    | 7     | 10    | 10    | 14    | 240   |
| 9    | Kevin Boyer       | Canada      | 15    | 16    | 15    | 15    | 17    | 20    | 4     | 3     | 221   |
| 10   | Jack Thomas       | Regno Unito | 11    | 8     | 19    | 20    | 5     | 13    | 8     | 17    | 217   |